# 威廉·坎宁安
威廉·坎宁安（英語：William Cunningham，1974年3月25日—），美国NBA联盟前职业篮球运动员。